# Pitodorida Pontska
Pitodorida Pontska (starogrško Πυθοδωρίς, latinizirano: Pithodorís) je bila kraljica Rimu podložnega Pontskega in Bosporskega kraljestva, Kilikije in Kapadokije, * 30 pr. n. št. ali 29 pr. n. št., † 38 n. št.

## Poreklo in zgodnje življenje
Po Pitoroidi posvečenem častnem napisu iz 1. stoletja, odkritem v Atenah, je bil njen vladarski naslov "kraljica Pitodora Filometor" (ΒΑΣΙΛΙΣΣΑ ΠΥΘΟΔΩΡΙΣ ΦΙΛΟΜΗΤΩΡ). Naslov Filometor pomeni "ljubeča mati" in je povezan z egiptovsko dinastijo Ptolemajcev. 
Pitodorida je bila rojena in odraščala v Smirni (sodobni İzmir, Turčija). Bila je hči in edini otrok bogatih anatolskih Grkov ter prijateljica pokojnega triumvirja Pompeja, Pitodorja iz Tralesa in Marka Antonija. 
Njena stara starša po materini strani sta bila rimski triumvir Mark Antonij in Antonija Hibrida Minor. 

## Kraljica
Pitodoridini poroki nazorno prikazujeta, kako so bile elitne ženske v Rimskem cesarstvu globoko vpletene v politične igre. Pitodoro so leta 13 ali 12 pr. n. št. poročili s pontskim kraljem Polemonom Pitodorojem. Bila je njegova druga žena. S poroko je postala kraljica Ponta in Bosporskega kraljestva. 
Pitodorida in Polemon sta imela dva sinova in hčerko: 
- Zenon, znan tudi kot Zenon-Artaksij ali Artaksij III., je leta 18 n. št. postal kralj Velike Armenije in vladal do svoje smrti leta 35 n.  št. Za kralja ga je imenoval Germanik, ker je bil prestol ravno prazen in je imel podporo ljudi, saj je že od malih nog živel po armenskih običajih.
- Mark Antonij Polemon Pitodor je bil znan tudi kot Polemon II. Pontski. Strabon je zapisal, da je pred pristopom na prestol "kot zasebni državljan pomagal svoji materi pri upravljanju njenega imperija".
- Antonija Trifena je bila poročena s Kotisom VIII., kraljem Trakije. Po njegovem umoru je živela kot kraljica vdova s tremi Kotisovimi otroki. Najstarejši sin je bil na oblasti še v Strabonovem času.

Polemon I. je umrl leta 8 pr. n. št., Pitodorida pa je ostala kraljica Ponta do svoje smrti. Uspelo ji je obdržati Kolhido in Kilikijo, ne pa tudi Bosporskega kraljestva, ki je bilo podeljeno Aspurgu, pastorku njenega prvega moža. Po Polemonovi smrti se je poročila s kapadoškim kraljem Arhelajem. Arhelaj in Pitodorida nista imela otrok. Z drugo poroko je postala kraljica Kapadokije in se je s svojimi otroki preselila iz Ponta v Kapadokijo. Ko je Arhelaj leta 17 umrl in je Kapadokija postala rimska provinca, se je z družino vrnila v Pont. 
V naskednjih letih je sin Polemon pomagal svoji materi upravljati kraljestvo. Po njeni smrti jo je nasledil kot Polemon II. Pontski. Grški geograf Strabon naj bi Pitodorido opisal kot žensko krepostnega značaja. Menil je tudi, da je bila poslovno zelo sposobna ženska in da je pod njeno vladavino Pontsko kraljestvo cvetelo.